# Eddie Cochran
Ray Edward „Eddie“ Cochran (3. října 1938, Albert Lea, Minnesota, Spojené státy – 17. dubna 1960, Bath Road, Chippenham, Wiltshire, Anglie) byl americký průkopník rock and rollu. Na počátku své kariéry spolupracoval s Hankem Cochranem. Přestože nebyli příbuzní, vystupovali pod názvem The Cochran Brothers. Je autorem hitu „Summertime Blues“, který předělalo mnoho známých hudebníků, včetně The Who a Blue Cheer. Zemřel při dopravní nehodě během britského turné ve věku 21 let. V roce 1987 byl uveden do Rock and Roll Hall of Fame.